# Орландия (муниципалитет)
Орландия (порт. Orlândia) — муниципалитет в Бразилии, входит в штат Сан-Паулу. Составная часть мезорегиона Рибейран-Прету. Входит в экономико-статистический микрорегион Сан-Жоакин-да-Барра. Население составляет 39 467 человек на 2006 год. Занимает площадь 296,431 км². Плотность населения — 133,1 чел./км².
Праздник города — 30 марта.

## История
Город основан в 1910 году.

## Статистика
- Валовой внутренний продукт на 2003 составляет 678.801.204,00 реалов (данные: Бразильский институт географии и статистики).
- Валовой внутренний продукт на душу населения на 2003 составляет 17.920,25 реалов (данные: Бразильский институт географии и статистики).
- Индекс развития человеческого потенциала на 2000 составляет 0,824 (данные: Программа развития ООН).

## География
Климат местности: тропический. В соответствии с классификацией Кёппена, климат относится к категории Aw.

## Спорт
В городе выступает один из ведущих мини-футбольных клубов Бразилии «Интелли».